# Hermann Escher

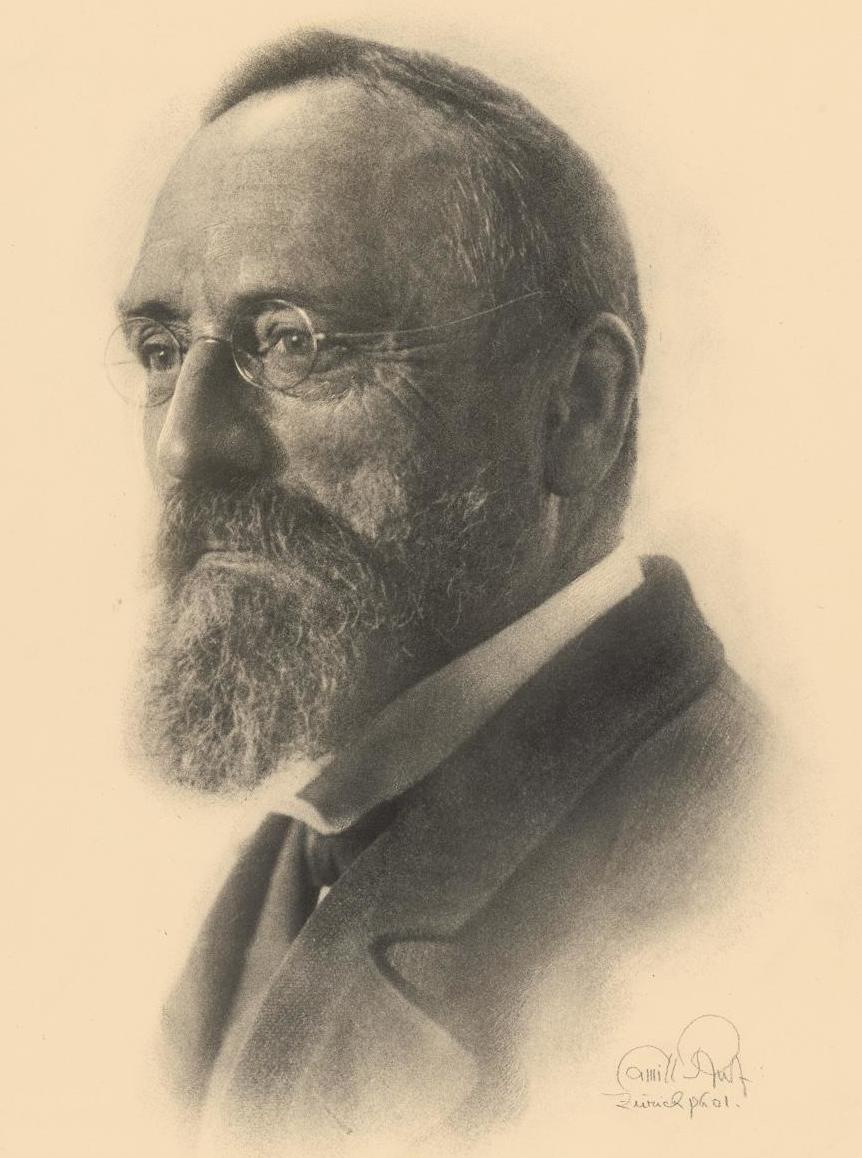
Hermann Escher

Hermann Escher (geboren am 27. August 1857 in Breitenwang (Tirol); gestorben am 3. April 1938 in Zürich) war ein Schweizer Bibliothekar. Er war Direktor der Zentralbibliothek Zürich.

## Leben
Hermann Escher war der Sohn des Fabrikbesitzers Hans Caspar Escher und von Rosina Escher, geborene Züblin. Er studierte von 1876 bis 1881 in Zürich und Strassburg Geschichte, Kunstgeschichte und Klassische Philologie. 1882 promovierte er an der Universität Zürich (Dr. phil.).
Ab 1881 war Escher Mitarbeiter der Stadtbibliothek Zürich und ab 1887 Erster Bibliothekar. Er führte den alphabetischen Schlagwortkatalog ein und gründete den Zentralkatalog der Zürcher Bibliotheken. Er engagierte sich für den Zusammenschluss der Kantons- und der Stadtbibliothek zur Zentralbibliothek Zürich und war deren erster Direktor von 1916 bis zu seiner Pensionierung 1932.
1897 war Escher Gründungsmitglied der Vereinigung Schweizerischer Bibliothekare (seit 1992 Verband der Bibliotheken und der Bibliothekarinnen/Bibliothekare der Schweiz). Nach Studienreisen in die USA und nach Grossbritannien beteiligte er sich 1920 an der Gründung der Schweizerischen Volksbibliothek (heute: Bibliomedia Schweiz). Er war Ehrenmitglied verschiedener europäischer Bibliotheksvereinigungen. 1932 wurde er Dr. theol. h. c. der Universität Zürich.
Escher bereiste sofort nach dem Weltkrieg wieder die europäischen Länder, auch Grossbritannien und die USA, um Erfahrung zu sammeln über das öffentliche Bibliothekswesen der Public library und publizierte darüber. Er zeichnete sich aus durch profundes Wissen, Organisationsgabe, Mut zur Innovation, Verhandlungsgeschick und Durchsetzungsvermögen. Er war der angesehenste Schweizer Bibliothekar seiner Zeit.
In Erinnerung an ihn erhielt ein grosser Veranstaltungsraum in der Zentralbibliothek Zürich den Namen Hermann-Escher-Saal.

## Werke (Auswahl)
- Hermann Escher: Aus dem amerikanischen Bibliothekswesen, Beobachtungen und Studien; Verlag J.C.B. Mohr, Tübingen 1923; VIII, 88 S.
- Hermann Escher: Ausgewählte bibliothekswissenschaftliche Aufsätze von Dr. Hermann Escher, zum 80. Geburtstage des Verfassers hrsg. von der Zentralbibliothek Zürich und der Vereinigung Schweizer Bibliothekare; Komm.-Verlag H. Rohr, Zürich 1937; IV, VIII, 230 S.